# Janailhac
Janailhac (tiếng Occitan: Janalhac) là một xã của tỉnh Haute-Vienne, thuộc vùng Nouvelle-Aquitaine, miền trung nước Pháp.